# بليك أوستين
بليك أوستين (بالإنجليزية: Blake Austin)‏ هو لاعب دوري الرغبي أسترالي، ولد في 1 فبراير 1991 في Parramatta ‏ في أستراليا.